# Căn cứ Hải quân Ream

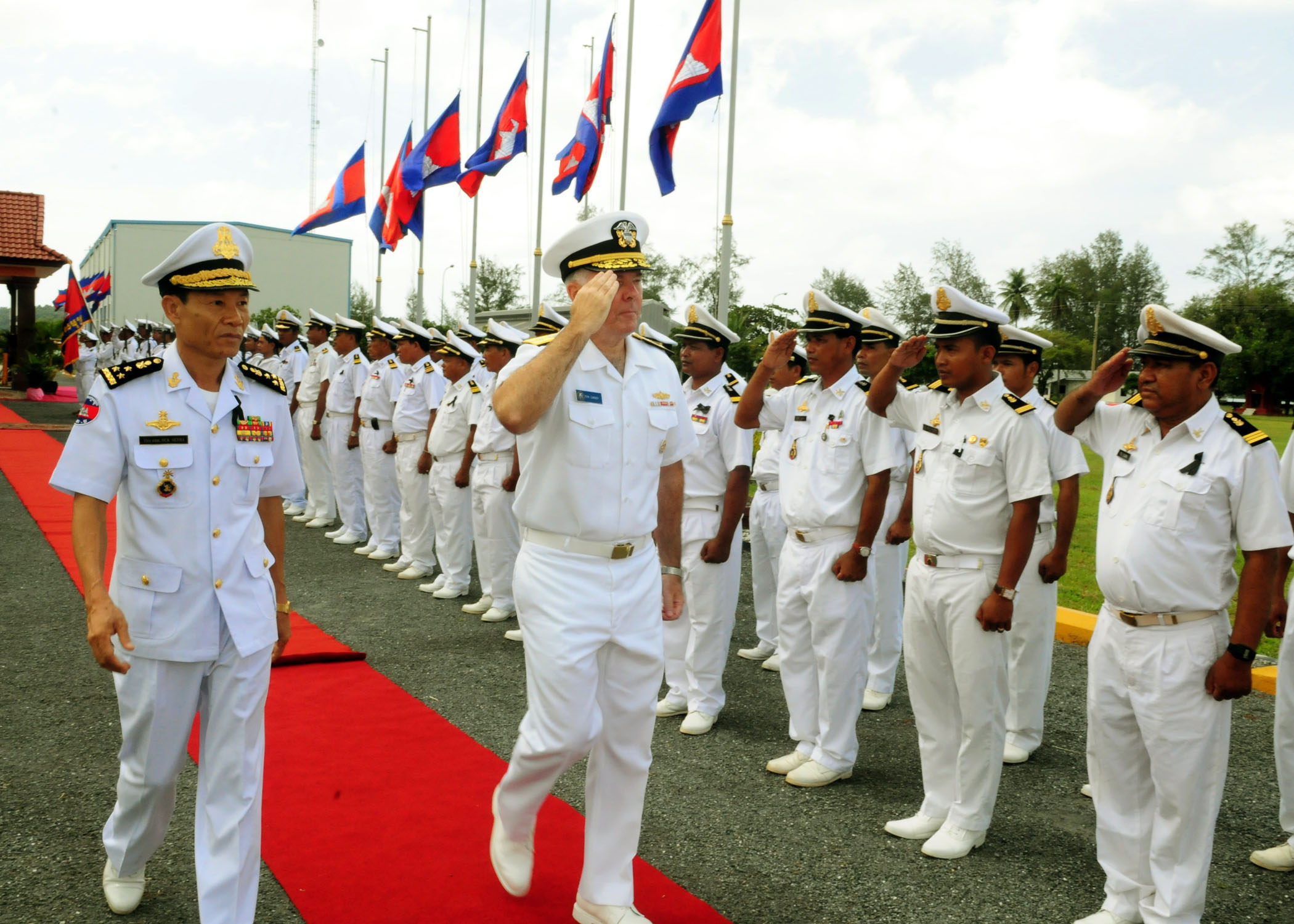
Đề đốc Tom Carney gặp mặt các sĩ quan Hải quân Hoàng gia Campuchia tại Căn cứ Hải quân Ream trong chương trình CARAT năm 2012.

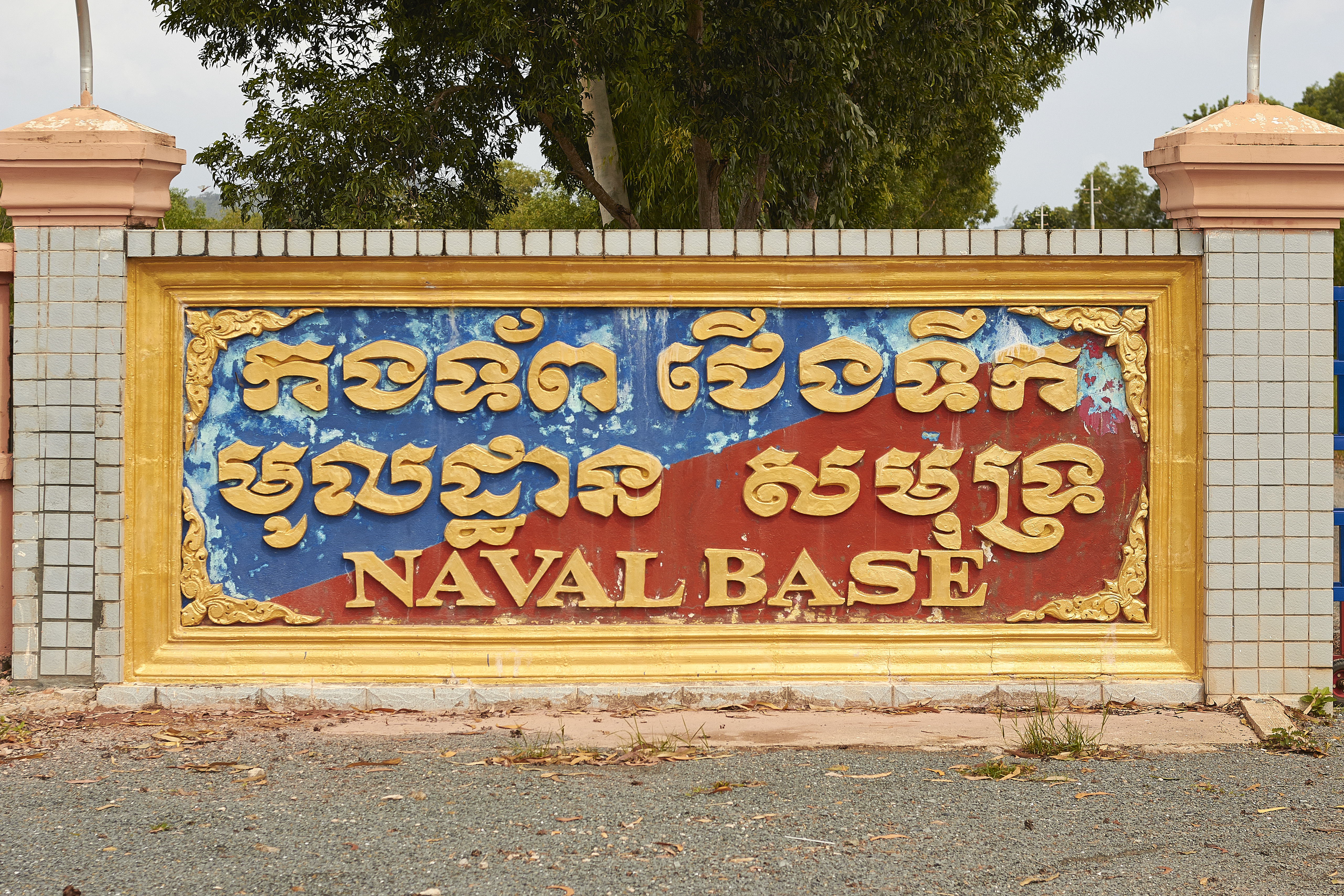
Ảnh chụp trước cổng Căn cứ Hải quân Ream năm 2014.

Căn cứ Hải quân Ream là một cơ sở do Hải quân Hoàng gia Campuchia điều hành nằm trên bờ biển Vịnh Thái Lan thuộc tỉnh Sihanoukville, Campuchia. Căn cứ này có diện tích khoảng 190 mẫu Anh, nằm trên bán đảo ngay phía đông nam của tỉnh lỵ Krong Preah Sihanouk. Kể từ năm 2010, căn cứ này là nơi diễn ra các cuộc tập trận hải quân và huấn luyện chung hàng năm giữa Campuchia và Mỹ trong khuôn khổ chương trình Hợp tác Huấn luyện và Sẵn sàng Chiến đấu trên Biển (CARAT).

## Lịch sử
Do chỉ tập trung vào tác chiến lục quân trong suốt cuộc Nội chiến Campuchia, hải quân bị chính quyền Cộng hòa Khmer bỏ bê. Vào thời điểm diễn ra cuộc đảo chính đưa Lon Nol lên nắm quyền vào năm 1970, Căn cứ Hải quân Ream đang ở trong tình trạng quá sức kiệt quệ với một cầu tàu trong tình trạng tồi tệ, không có hệ thống hỗ trợ hậu cần hiệu quả và khả năng sửa chữa bên trong rất ít. Đến năm 1974, chính phủ của Lon Nol cùng với Hải quân Quốc gia Khmer (MNK) và Hải quân Hoàng gia Anh đã cải thiện đáng kể căn cứ bằng cách thực thi một số hành động: mua sắm 20 chiếc PCF (Duyên tốc đỉnh) trang bị radar mới được chế tạo; trú đóng bốn chiếc PBR (Tuần giang đỉnh) tại khu vực cảng Kompong Som (nay là Sihanoukville); đại tu tất cả tàu thuyền hạng nặng còn lại trong nhà kho; mua sắm ụ nổi mới được tu bổ phần đế; nâng cấp đáng kể trang thiết bị của Xưởng Sửa chữa Ream; lắp đặt hệ thống tiếp vận hiệu quả; và việc hoàn thiện công trình bến tàu hiện đại và khu phức hợp hỗ trợ cho căn cứ. Căn cứ mới được tu sửa và trang bị lại này cho phép Hải quân Quốc gia Khmer đảm nhận công việc tuần tra và giám sát bờ biển Campuchia một cách hiệu quả vốn trước đây được nhà nước Cộng hòa Khmer non trẻ đem cho Hải quân Việt Nam Cộng hòa (VNN) thuê tạm. Các kế hoạch tiếp theo về một nhà máy phát điện và mua sắm tàu tuần tra lớn hơn, vũ trang tốt hơn chưa kịp hoàn thành khi nước Cộng hòa này sụp đổ trước bước tiến công của Khmer Đỏ vào năm 1975.
Kể từ khi chế độ Khmer Đỏ bị lật đổ vào năm 1979 và nền quân chủ lập hiến hiện tại sau cùng được thành lập, chính phủ hợp tác với các nước đồng minh đã biến cơ sở này trở thành một căn cứ hải quân tương đối hiện đại nằm dưới quyền chỉ huy của Đề đốc Ouk Seyha, phó tư lệnh Hải quân Hoàng gia Campuchia.

## Bị nghi là căn cứ hải quân Trung Quốc
Tháng 7 năm 2019, tờ Wall Street Journal đưa tin rằng hải quân Trung Quốc đã bí mật đảm bảo độc quyền tiếp cận khoảng một phần ba căn cứ trong vòng 30 năm, mang lại cho Bắc Kinh một sườn phía nam mới trên Biển Đông, và là cứ điểm hải quân thứ hai ở nước ngoài, sau khi một căn cứ ở Djibouti mở cửa vào năm 2017. Việc cho lực lượng vũ trang nước ngoài đóng quân như vậy sẽ đi ngược lại bản hiến pháp Campuchia cũng như Hiệp định Hòa bình Paris năm 1991 kết thúc Nội chiến Campuchia. Giới chức Campuchia đã phủ nhận sự tồn tại của thỏa thuận này, gọi đó là "tin giả", dù không xuất phát từ giới chức Trung Quốc mà đáng ra vẫn giữ im lặng.
Việc Trung Quốc bị tố hiện diện tại Căn cứ Hải quân Ream đã bị Sam Rainsy, cựu Lãnh đạo phe Đối lập Campuchia và là nhà lãnh đạo cuối cùng của Đảng Cứu quốc Campuchia lên án trước khi đảng này bị Tòa án Tối cao Campuchia ra lệnh giải thể. Trong một bài báo đăng trên tờ Foreign Affairs, Rainsy mô tả sự hiện diện của Trung Quốc là "mối đe dọa nghiêm trọng đối với sự ổn định khu vực" và cho đây là một phần trong kế hoạch tổng thể của chính phủ Trung Quốc nhằm quân sự hóa bờ biển Campuchia kết hợp với các dự án cơ sở hạ tầng đầy tham vọng ở tỉnh láng giềng Koh Kong.
Tháng 10 năm 2020, Phó Đô đốc Vann Bunlieng cho biết công việc nạo vét đang được tiến hành xung quanh căn cứ nhằm tiếp nhận những tàu lớn hơn, thuộc dự án do Chính phủ Trung Quốc hỗ trợ. Việc mở rộng khu căn cứ này đang được Tập đoàn Luyện kim Trung Quốc thực hiện. Một trong hai tòa nhà do Mỹ tài trợ trên căn cứ đã bị nhà cầm quyền phá bỏ vào tháng 9 năm 2020.